# 费尔南多·帕埃斯
费尔南多·帕埃斯（葡萄牙語：Fernando Paes，1907年5月24日—1972年5月19日），葡萄牙男子马术运动员。他曾代表葡萄牙参加1948年和1952年夏季奥林匹克运动会马术比赛，其中1948年奥运会获得一枚铜牌。